# Фредериктаун (Охајо)
Фредериктаун (енгл. Fredericktown) град је у америчкој савезној држави Охајо.

## Демографија
По попису из 2010. године број становника је 2.493, што је 65 (2,7%) становника више него 2000. године.
| Група             | 2000.         | 2010.         |
| Белци             | 2.390 (98,4%) | 2.436 (97,7%) |
| Афроамериканци    | 7 (0,3%)      | 11 (0,4%)     |
| Азијати           | 2 (0,1%)      | 1 (0,0%)      |
| Хиспаноамериканци | 10 (0,4%)     | 22 (0,9%)     |
| Укупно            | 2.428         | 2.493         |